# 柳田英明
柳田 英明（やなぎだ ひであき、男性、1947年1月1日 - ）は、日本のレスリング選手。

## 人物
1947年1月1日、秋田県南秋田郡八郎潟町出身。秋田商業高校、明治大学を経て大都リッチランドに就職。
フリースタイル57kg級では全日本レスリング選手権大会で1969年から1972年まで4年連続優勝を果たし、1970年アジア競技大会（タイ・バンコク）、レスリング世界選手権では1970年、1971年と2年連続優勝を果たすなど、1964年東京オリンピックフェザー級金メダリストの渡辺長武を彷彿とさせる圧倒的な強さから「アニマル二世」の異名を付けられた。
1972年、ミュンヘンオリンピックフリー57kg級に出場、ミュンヘンでは減量に苦しみ、試合前の3日間をジュースを飲むだけという状況で本番に臨み、7試合を全勝して金メダルを獲得した。オリンピックの試合会場のウォーミングアップ場で大イビキをかいて眠りこけ、外国選手がその度胸の良さに恐れをなしたという。柳田の活躍を見ようと地元の関係者や住民たちが大勢駆けつけ、金メダルを獲得した直後、実家の床が抜けたという逸話もある。
現役引退後は1976年モントリオールオリンピックまで日本代表のコーチを務める。その後は故郷の八郎潟町へ帰り、家業（酒販店）に就いていたが、1983年に要請を受けて大韓民国ナショナルチームのコーチに就任。1988年ソウルオリンピックまで務める。1993年から八郎潟町でレスリング教室を開いて後進の指導にあたっている。故郷の後輩でもある佐藤満に「日本体育大学へ進学しなさい」と勧めたのも柳田であった。